# Джоел Гоффман (тенісист)
Джоел Гоффман (англ. Joel Hoffman; нар. 14 жовтня 1958) — колишній американський тенісист.
Найвищу одиночну позицію світового рейтингу — 329 місце досяг 3 січня 1983, парну — 127 місце — 3 січня 1983 року.

## Фінали ATP Челленджер

### Парний розряд: 1 (0–1)
| Ранг    | Результат | Дата     | Турнір                   | Покриття | Партнер     | Суперники                    | Рахунок       |
| ------- | --------- | -------- | ------------------------ | -------- | ----------- | ---------------------------- | ------------- |
| Поразка | 1.        | Лип 1982 | Ріо-де-Жанейро, Бразилія | Ґрунт    | Марк Діксон | Домінік Бедель Белус Прахокс | 2–6, 7–6, 2–6 |